# Janusz Aleksandrzak
Janusz Piotr Aleksandrzak (ur. 4 września 1938 w Jaroszewie, zm. 19 sierpnia 2022 w Rzędzinach) – polski działacz partyjny i państwowy, inżynier budownictwa, w latach 1984–1986 wicewojewoda szczeciński, w latach 1986–1987 podsekretarz stanu w Ministerstwie Budownictwa, Gospodarki Przestrzennej i Komunalnej.

## Życiorys
Syn Piotra i Heleny. W 1966 ukończył studia z inżynierii budownictwa lądowego na Politechnice Poznańskiej, w 1979 – podyplomowe studium organizacji i zarządzania na Politechnice Szczecińskiej, a w 1980 – dwuletnie studium na Wieczorowym Uniwersytecie Marksizmu-Leninizmu. Do 1958 pracował jako kreślarz w Biurze Projektów Osiedli Mieszkaniowych w Bydgoszczy, potem do 1964 zatrudniony w Szczecińskim Przedsiębiorstwie Budownictwa Przemysłowego, gdzie doszedł do stanowiska kierownika budowy. Potem do 1965 zajmował kierownicze stanowiska inżynierskie w Szczecińskim Przedsiębiorstwie Budownictwa Ogólnego Nr 3. Pracował następnie jako dyrektor różnych zakładów: Stargardzkiego Przedsiębiorstwa Budownictwa Ogólnego (do 1970), Szczecińskiego Przedsiębiorstwa Budownictwa Miejskiego Nr 1 (1971–1974), Biura Projektowo-Budowlanego Budownictwa Ogólnego „Miastoprojekt” w Szczecinie (1974–1975), Szczecińskiego Przedsiębiorstwa Budownictwa Ogólnego Nr 3 (1975–1980) oraz Wojewódzkiego Zarządu Rozbudowy Miast i Osiedli Wiejskich w Szczecinie (1980–1984).
W latach 1952–1956 należał do Związku Młodzieży Polskiej. W 1967 wstąpił do Polskiej Zjednoczonej Partii Robotniczej. Od 1969 do 1970 był członkiem Komitetu Powiatowego w Stargardzie Szczecińskim, a od 1973 do 1975 Komitetu Dzielnicowego w Szczecinie-Pogodnie. Od kwietnia 1984 do 1986 pełnił funkcję wicewojewody szczecińskiego. W grudniu 1986 został powołany na stanowisko wiceministra w resorcie budownictwa oraz gospodarki przestrzennej i komunalnej (zajmował je do przekształcenia ministerstwa w październiku 1987). W III RP zajął się działalnością biznesową w branży produkcyjno-usługowej.
Został pochowany na Cmentarzu Centralnym w Szczecinie.